# Mathilde Hignet
Mathilde Hignet, née le 10 juin 1993 à Rennes, est une ouvrière agricole et femme politique française.
Membre de La France insoumise, elle est élue députée dans la quatrième circonscription d'Ille-et-Vilaine lors des élections législatives de 2022 sous les couleurs de la NUPES, et réélue après la dissolution de l’Assemblée en 2024, dans la coalition Nouveau Front populaire.

## Biographie
Mathilde Hignet nait le 10 juin 1993 à Rennes. Fille d'agriculteurs biologiques, petite-fille et arrière-petite-fille d'agriculteurs, elle grandit à La Chapelle-Bouëxic (Ille-et-Vilaine). Elle est titulaire d'un baccalauréat technologique STAV (baccalauréat agricole) et d'un certificat de qualification professionnelle de commis de cuisine. Elle travaille comme ouvrière agricole au sein de la ferme de ses parents et a également travaillé dans un Ehpad,,.
Elle est liée depuis ses 15 ans au Mouvement rural de jeunesse chrétienne.

## Parcours politique
En 2020, elle se présente en 18e position sur la liste « Val d'Anast Autrement » (divers gauche), à Val d'Anast. La liste obtient 11,16 % et elle n'est pas élue.
Le 19 juin 2022, elle est élue députée dans la quatrième circonscription d'Ille-et-Vilaine lors des élections législatives de 2022. Après avoir été placée en ballotage favorable au premier tour avec 32,61 % des votes exprimés (16,04 % des inscrits), elle remporte la quatrième circonscription au deuxième tour avec 50,36 % des voix exprimés (23,85 % des inscrits) pour une participation de 50,92 % de votants devant Anne Patault (candidate de Ensemble !), conseillère régionale de Bretagne et suppléante du député sortant Gaël Le Bohec. Le suppléant de Mathilde Hignet est alors Marc Martin, ancien candidat des élections législatives de 2017 soutenu par La France insoumise pour la même circonscription, qui s'était incliné au second tour face à Gaël Le Bohec, alors candidat de La République en marche.
Après la dissolution de l’Assemblée nationale prononcée le 9 juin 2024 par Emmanuel Macron, elle se présente pour un nouveau mandat aux élections législatives du 30 juin et du 7 juillet sous l'étiquette La France insoumise-Nouveau Front populaire,. Arrivant seconde au premier tour, à quelques voix du candidat Rassemblement national Jacques François en tête, elle bénéficie du retrait d’Anne Patault, candidate de la majorité présidentielle au second tour, remportant 58 % des suffrages exprimés.

## Mandats
- Du 22 juin 2022 au 9 juin 2024: députée de la quatrième circonscription d'Ille-et-Vilaine[6] dans le groupe de La France insoumise - Nouvelle Union populaire écologique et sociale. Elle est membre de la Commission des affaires économiques[1],[13].
- À partir du 18 juillet 2024 (en cours) : députée de la quatrième circonscription d'Ille-et-Vilaine[6] dans le groupe de La France insoumise - Nouveau Front populaire. Elle est membre de la Commission des affaires économiques[1],[13].